# Ionești (Gorj)
Pour les articles homonymes, voir Ionești.
Ionești est une commune roumaine située dans le județ de Gorj.